# 梁友栋
梁友栋（1935年7月19日—），男，福建福州人，中国数学家和教育家，以其在几何模型领域的贡献和梁友栋—柏世奇算法闻名。

## 生平
1935年7月19日，梁友栋生于福建省福州市。在复旦大学读研究生阶段，他接受苏步青教授的指导，主攻几何理论，并获得学位。1960年毕业后，成为浙江大学的数学教职，并积极推动了几何设计和图形学的发展。1984至1990年间，梁友栋教授任浙江大学数学系主任。曾在加州大学伯克利分校、犹他大学和柏林大学擔任访问学者。在梁的帮助下，中国计算几何协作组成立。在担任组长期间，他积极推动了几何设计和计算图形学的学者间合作。由于这些贡献，梁友栋于2009年被授予“中国几何设计与计算贡献奖”。

## 贡献、成果与荣誉
梁友栋主要从事计算机辅助几何设计和计算机图形学研究。1984年，他提出了梁友栋—柏世奇算法，成为在计算机图形学中被广泛应用的裁剪算法。1992年，梁进一步改进了这个算法。 20世纪80年代后期到90年代初，他在几何连续性领域提出了一系列理论和方法。1991年，梁主编了《计算机图形生成与几何造型研究》并获得了国家自然科学三等奖。这些年间，其又获得了若干殊荣，包括中国科学院奖和Eurographics的最佳论文奖。梁友栋发表论文50多篇，其中包括《线裁剪的新概念和新方法》（A New Concept and Method for Line Clipping）、《几何对象的一些定理》（Some Theorems on Geometrical Objects）、《曲线和曲面的几何连续性》（Curve and Surface Geometry Continuity）和《多边形裁剪算法与分析》（An Analysis and Algorithm for Polygon Clipping）。